# Specie di Onopordum
Elenco delle specie di Onopordum:

## A
- Onopordum acanthium L., 1753
- Onopordum acaulon L., 1763

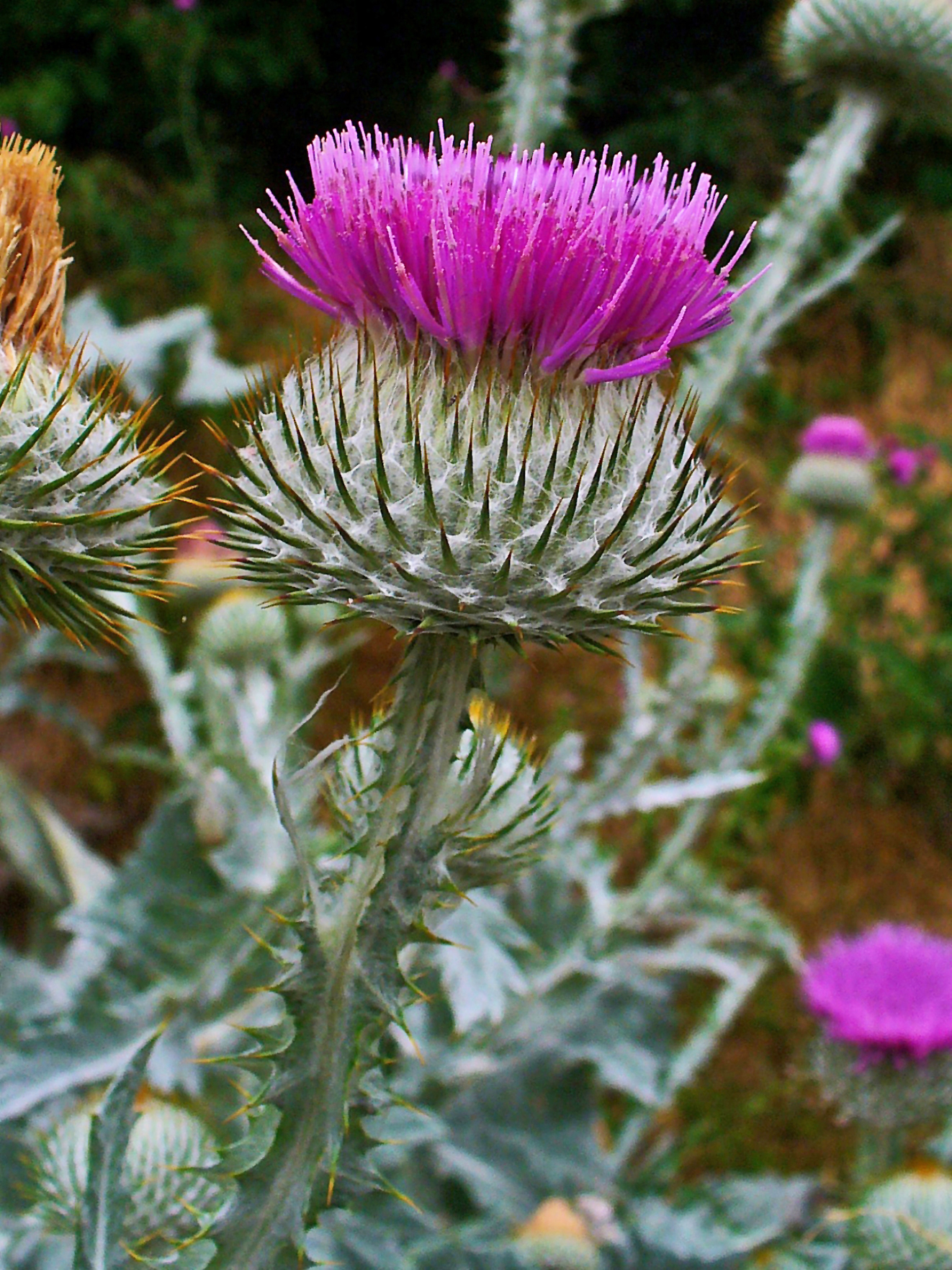
Onopordum acanthium

- Onopordum alexandrinum Boiss., 1849
- Onopordum algeriense (Munby) Pomel, 1874
- Onopordum ambiguum Fresen., 1833
- Onopordum anatolicum (Boiss.) Boiss. & Heldr. ex Eig, 1942
- Onopordum arenarium (Desf.) Pomel, 1874
- Onopordum armenum Grossh., 1920

## B
- Onopordum blancheanum (Eig) Danin
- Onopordum boissierianum Raab-Straube & Greuter, 2008
- Onopordum bolivari Pau & Vicioso, 1922
- Onopordum bracteatum Boiss. & Heldr., 1849

## C
- Onopordum candidum Nábelek, 1925
- Onopordum carduelium Bolle, 1859
- Onopordum carduiforme Boiss., 1849
- Onopordum caricum Hub.-Mor., 1967
- Onopordum carmanicum (Bornm.) Bornm., 1939
- Onopordum caulescens d'Urv., 1822
- Onopordum cinereum Grossh., 1920
- Onopordum corymbosum Willk., 1875
- Onopordum cynarocephalum Boiss. & C.I.Blanche, 1856
- Onopordum cyprium Eig, 1942
- Onopordum cyrenaicum Maire & Weiller, 1939

## D
- Onopordum davisii Rech.f., 1964
- Onopordum dissectum Murb., 1921
- Onopordum dyris Maire, 1924

## E
- Onopordum eriocephalum Rouy, 1897
- Onopordum espinae Coss., 1893

## F
- Onopordum floccosum Boiss., 1849

## H
- Onopordum hasankeyfense Pinar & Behçet, 2014
- Onopordum heteracanthum C.A.Mey.
- Onopordum hinojense Talavera, Balao, Casim.-Sor., M.Talavera, Terrab, 2008
- Onopordum horridum Viv., 1824

## I

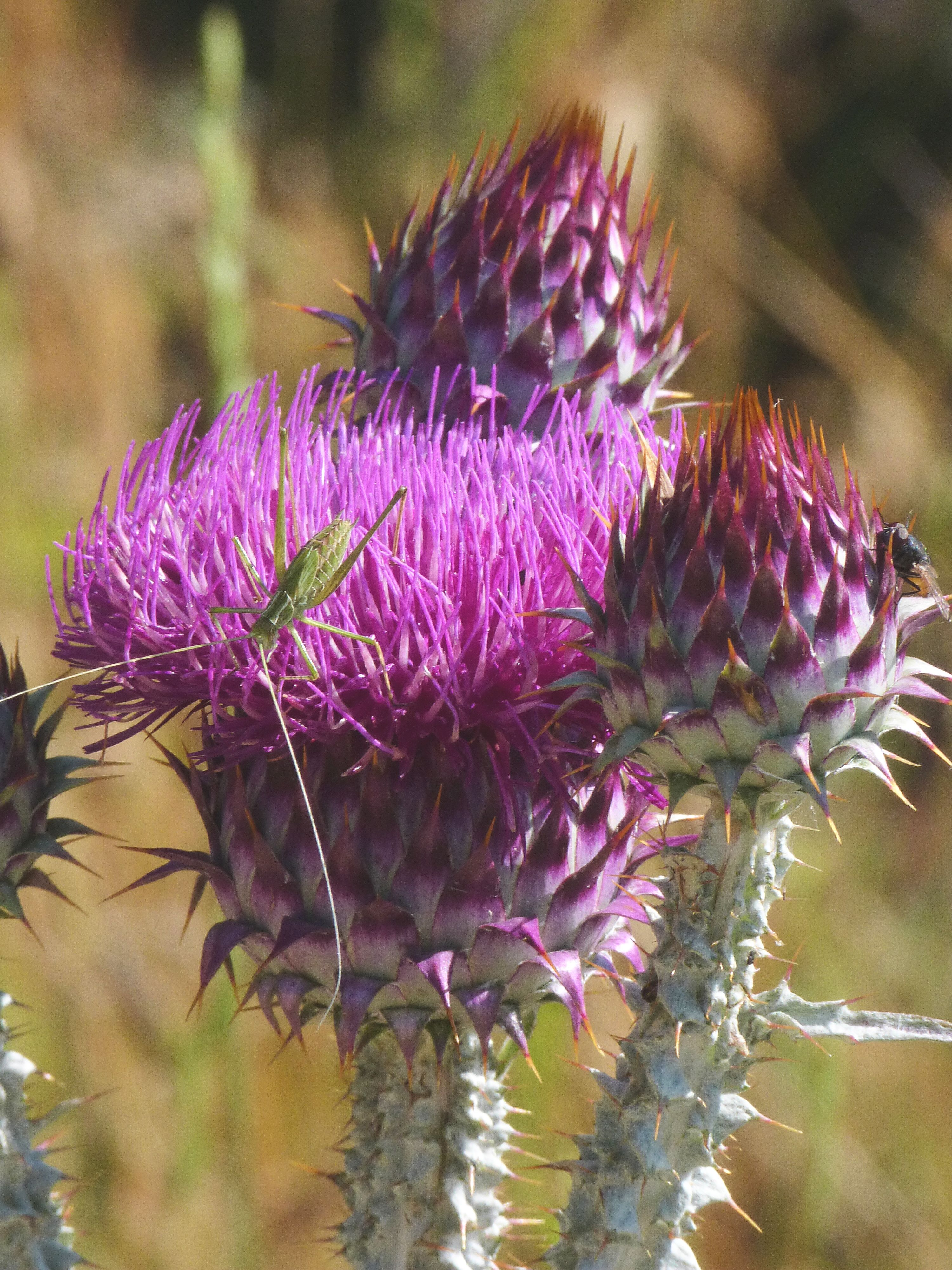
Onopordum illyricum

- Onopordum illyricum L., 1753

## J
- Onopordum jordanicola Eig, 1942

## L
- Onopordum laconicum Heldr. & Sart. ex Rouy, 1897
- Onopordum leptolepis DC., 1838
- Onopordum longissimum Pau, 1903

## M
- Onopordum macracanthum Schousb.
- Onopordum macrocephalum Eig, 1942
- Onopordum magrebiense Talavera, Balao, Casim.-Sor., M.Talavera, Terrab, 2008
- Onopordum majorii Beauverd, 1914
- Onopordum mesatlanticum Emb. & Maire, 1930
- Onopordum messeniacum Halácsy, 1902
- Onopordum micropterum Pau, 1889
- Onopordum myriacanthum Boiss., 1859

## N

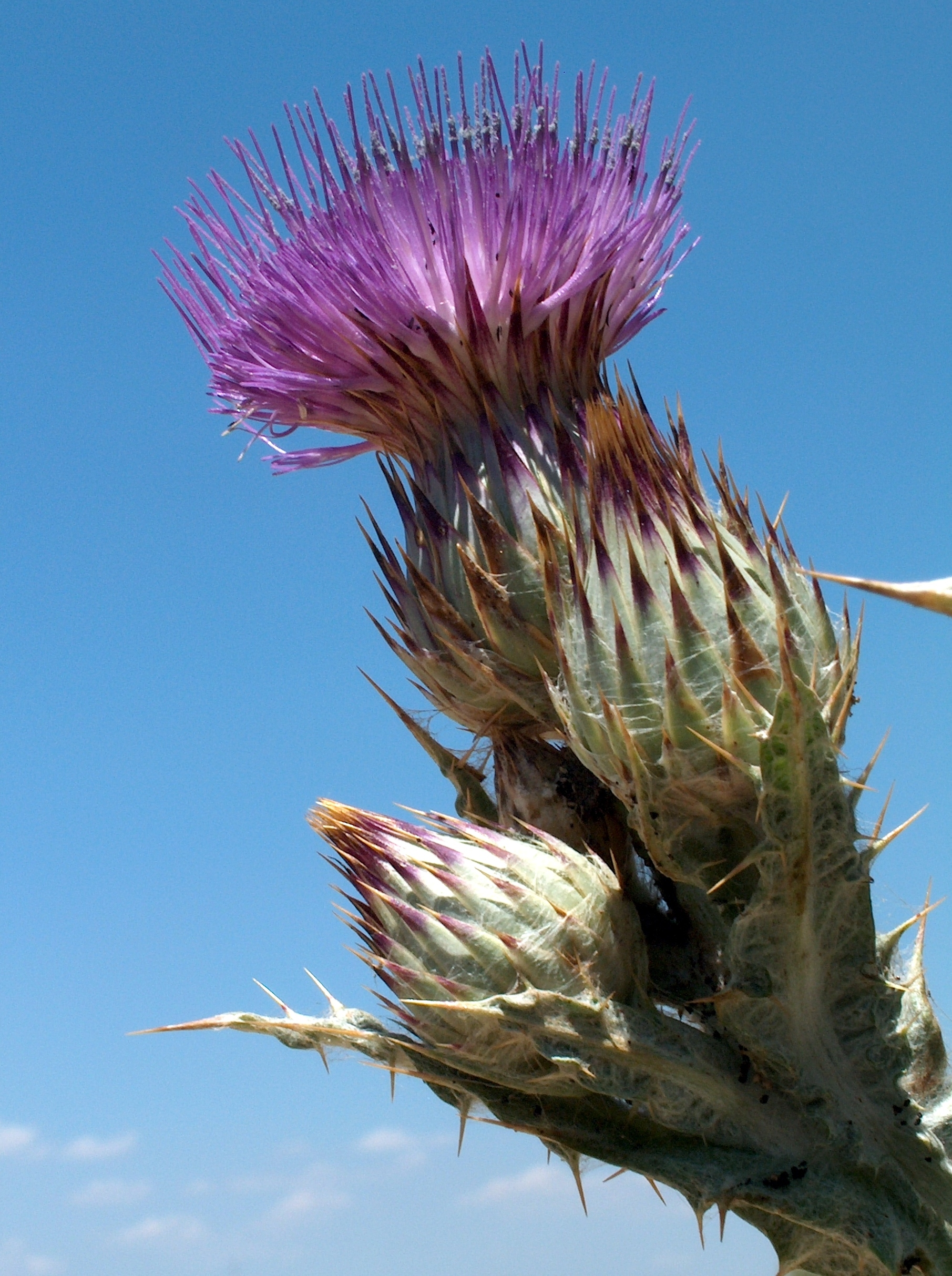
Onopordum nervosum

- Onopordum nervosum Boiss.
- Onopordum nezaketianum Pinar, 2019

## P
- Onopordum palaestinum Eig, 1942
- Onopordum platylepis (Coss. ex Murb.) Murb., 1897
- Onopordum podlechii Negaresh, 2017
- Onopordum polycephalum Boiss., 1856
- Onopordum prjachinii Tamamsch., 1963

## S
- Onopordum sarrafii C.C.Towns., 1987
- Onopordum seravschanicum Tamamsch., 1963
- Onopordum sirsangense Rech.f., 1979
- Onopordum syriacum Holmboe, 1907

## T

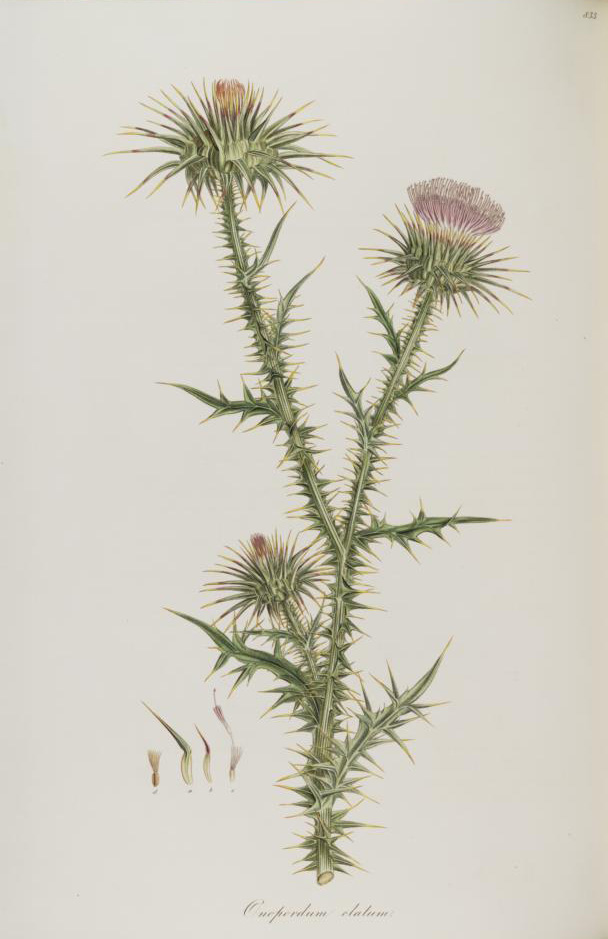
Onopordum tauricum

- Onopordum tauricum Willd., 1803
- Onopordum turcicum Danin, 1974

## W
- Onopordum wallianum Maire, 1936